# Kika Markham
Kika Markham (ur. 1942 w Prestbury) – brytyjska aktorka.
Jest córką aktora Davida Markhama. Jej mężem jest aktor Corin Redgrave, z którym ma dwoje dzieci.

## Filmografia
- 1999: Wonderland jako Eileen
- 2000:
  - Budząc zmarłych jako Ann Hardingham
  - Trial & Retribution IV jako pani Justice Caroline Piggott
- 2002:
  - Z krwi i kości jako Amanda Grimshaw
  - Urok mordercy jako pani Blanchard
- 2005: Messiah: The Harrowing jako Emma Giardello

### Seriale
- 1991: Herkules Poirot odcinek Podwójny Trop jako Vera Rossakoff